# (5357) Sekiguchi
(5357) Sekiguchi est un astéroïde de la ceinture principale.

## Description
(5357) Sekiguchi est un astéroïde de la ceinture principale. Il fut découvert le 2 mars 1992 à Kitami par Tetsuya Fujii et Kazuro Watanabe. Il présente une orbite caractérisée par un demi-grand axe de 2,99 UA, une excentricité de 0,10 et une inclinaison de 9,1° par rapport à l'écliptique.

## Compléments